# Haruna Babangida
Haruna Babangida (Kaduna, 1 de outubro de 1982) é um futebolista nigeriano.
Entre 2005 e 2007, jogou pelo clube grego, Olympiacós CFP.
É caracterizado pela sua velocidade e altura (é baixinho).
Seu irmão, Tijani Babangida, fez uma grande dupla de ataque com o  Nwankwo Kanu.